# Antioch z Lepreosu
Antioch z Lepreosu (gr. Ἀντίοχος) – żyjący na przełomie V i IV wieku p.n.e. grecki atleta, olimpijczyk.
Pochodził z Lepreosu w Arkadii. W 400 roku p.n.e. zwyciężył w pankrationie na igrzyskach olimpijskich. Dwukrotnie zdobywał także wieniec w pięcioboju na igrzyskach istmijskich i na igrzyskach nemejskich. Przypuszczalnie jest identyczny ze wzmiankowanym przez Ksenofonta pankratiastą Antiochem, który z ramienia Arkadyjczyków posłował na dwór króla perskiego w 367 roku p.n.e.